# Тохарські мови

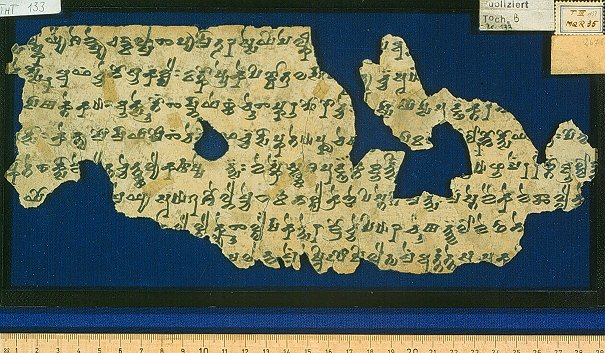
Тохарський манускрипт, VII століття, Державна бібліотека в Берліні, Німеччина

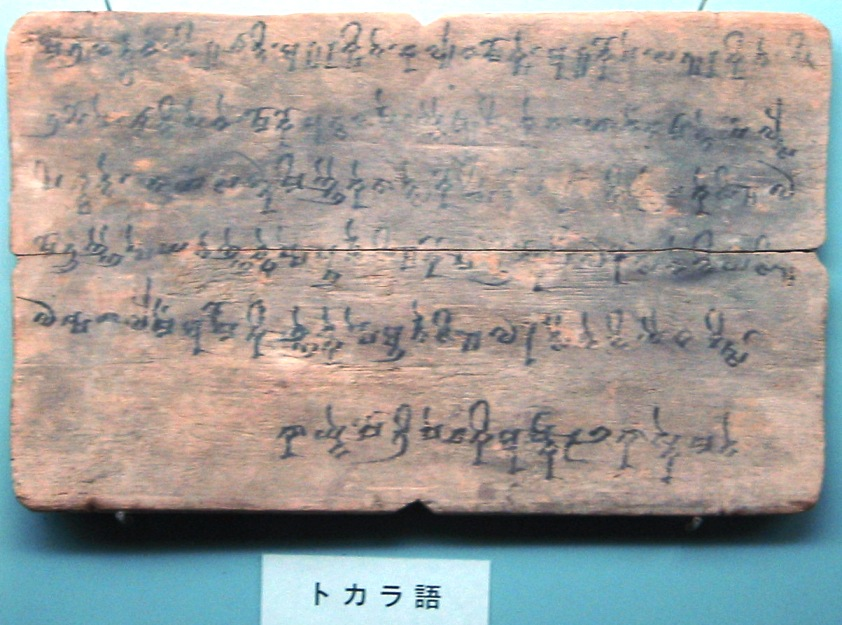
Дерев'яна табличка з тохарським текстом, Куча, Китай, V—VIII століття, Токійський національний музей

Тоха́рські мо́ви — група індоєвропейських мов, що складається з мертвих «тохарської А» («східно-тохарська», також карашарська або агнеанська) і «тохарської Б» («західно-тохарська», також кучанська). Тохарськими мовами в I тис. до н. е. та в I тис. н. е. говорили на території Таримської западини (оази Турфан, Куча, Лоулань та ін.)

## Носії та самоназва
Носіями тохарських мов прийнято вважати європеоїдний народ, з V століття до н. е. відомий за китайськими джерелами під назвою юечжі . ПІзніше цей народ створив на території Бактрії потужну Кушанську державу. З ними ж прийнято пов'язувати знайдені в Сіньцзяні Таримські мумії, найдавніші з яких мають вік понад 4000 років . Крім того, в печерах оази Куча зберігся фресковий живопис із зображеннями людей того часу. Це європеоїдне населення з'являється на заході Китаю за 1000 років до монголоїдного . Існує гіпотеза, що джерелом міграцій носіїв тохарських мов до Сіньцзяну був Мінусинский степ — зона поширення афанасієвської культури .
Самоназва носіїв мови залишається невідомою. У VI—VIII століттях за Дж. П. Меллорі  можливо одна мова називалася kuśiññe «кучанська» (тохарська Б), а інша — ārśi (тохарська A). В одному з текстів тохарської А є вираз ārśi-käntwā , тобто «Мовою ārśi» (ārśi можливо споріднене з argenteus (лат.), тобто «сяючий, блискучий»). «Енциклопедія Британіка» подає альтернативну версію про зв'язок цієї назви з індо-іранським етнонімом "arya ". На думку Дугласа Адамса, тохари, можливо, називали себе ākñi, що означало «ті, що живуть на кордоні».

## Тохарські тексти
Тексти тохарськими мовами були знайдені в останньому десятилітті XIX століття. Перший текст знайшов російський консул у Кашгарі М. С. Петровський, а опублікував С. Ф. Ольденбург. На початку XX століття тексти тохарськими мовами виявив англо-угорський мандрівник Аурель Стейн.
З 1890 року знайдено близько 7000 рукописних документів як правило за період з VI-VIII століття. Переважна більшість цих текстів є перекладами та переробками буддистських творів, написаних санскритом. Так само, як і санскритські оригінали, тохарські тексти написані північноіндійським складовим письмом брахмі. За допомогою радіовуглецевого методу датування було виявлено, що тексти тохарськими мовами писалися до XII століття.
Тохарською мовою А збереглися лише переклади санскритських текстів. Загалом тексти релігійного характеру становлять основний масив збережених рукописів.
Тохарською мовою Б окрім релігійних текстів збереглися також монастирські записи, торговельні документи та медичні трактати. Написи тохарською Б було знайдено також на стінах та малюнках, на дерев'янних табличках, що правили за караванні перепустки, ділова та любовна кореспонденція. Тохарською Б також зберігся маніхейський гімн, що має паралельний текст давньотюркською мовою (бл. X ст.).

## Мови
1908 року німецьким мовознавцям Зігу та Зіглінгу вперше вдалося дешифрувати тохарські рукописи та визначити їхню мову, як одну з індоєвропейських. Вони запропонували умовну назву тохарські мови, розрізняючи при цьому тохарську А («східно-тохарську») та тохарську Б («західно-тохарська»). Незважаючи на більшу кількість архаїчних рис у тохарській Б, сфера використання її значно ширша (див. вище). Тож було висунуто гіпотезу, що тохарська А на час створення згаданих текстів була мертвою мовою й використовувалася лише в літургії, тоді як тохарська Б — була живою щоденною мовою. За припущеннями мовознавців пратохарська мова віддалена в часі від відомих нам текстів проміжком приблизно в 1000 років .
Між окремими рукописами тохарською Б виявлено деякі мовні відмінності діалектного характеру, що свідчить про активне вживання цієї мови принаймні у часі до створення цих рукописів.
Існує припущення, що існувала ще одна тохарська мова, якою послуговувалися в оазі Лоулань; про це свідчить велика кількість тохарських запозичень у виявлених там текстах на пракриті .

## Писемність

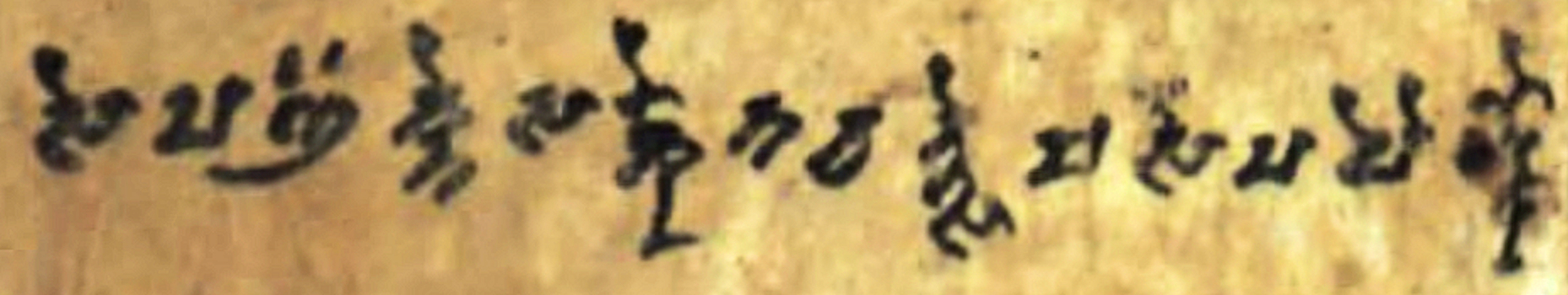
Напис на Тохарській B з печер Кизилу, в тохарській версії Брахмі), читається як
𑀲𑁂𑀧𑀜𑀓𑁆𑀢𑁂 𑀲𑀡𑁆𑀓𑁂𑀢𑀯𑀝𑁆𑀲𑁂 𑀱𑀭𑁆𑀲 𑀧𑀧𑁃𑀬𑁆𑀓𑁅
(традиційний Брахмі Ашокі)
Se pañäkte saṅketavattse ṣarsa papaiykau
«Цей Будда був написаний рукою Санкетави»

Тохарські тексти записані особливою формою індійського «косого» письма брахмі, яке спеціально пристосували для відтворення тохарської фонологічної системи. Писемність брахмі не є ні алфавітною, ні силабічною системою (т.н. akṣaras), а є абугідою, де кожен символ у консонантній системі є приголосним звуком, за яким, за замовчуванням, слідує голосний -a. Щоб змінити голосний, необхідно встановити діакритичний (модифікуючий) знак. Тохарське брахмі включає ряд додаткових знаків — знак для приголосного w, а також знаки, що використовуються для передачі поєднань приголосних з особливим голосним невизначеного тембру, що транслітерується як ä.

## Фонетика
Голосні:
/ I /, / e /, / a / (передається як ā) / u /, / o /, / ɨ / (передається ä), / ə / (передається a)
Дифтонги:
(Дифтонги має лише Тохарська Б): / əi / (передається ai), / oi / (передається oy), / əu / (передається au), / au / (передається āu)
Приголосні:
| Приголосні   | Лабіальні | Зубні  | Палатальні | Велярні |
| ------------ | --------- | ------ | ---------- | ------- |
| Проривні     | p py      | t      | c          | k ky    |
| Носові       | m my      | n      | ñ          | ṅ       |
| Спіранти     |           | s      | ś ṣ        |         |
| Африкати     |           | ts tsy |            |         |
| Плавні       |           | r l    | ly         |         |
| Напівголосні | w         |        | y          |         |

## Граматика
Тохарські мови мають цілковито змінену систему відмінювання імен у порівнянні з праіндоєвропейською. Успадковані лише форми номінатива, генетива та аккузатива, який переосмилений як так званий «загальноопосередкований» відмінок. Окрім того обидві тохарські мови мали шість додаткових відмінкових форм, які утворювалися шляхом приєднання незмінних післяскладів до основи «загальноопосередкованного» відмінка.
Приклад відмінювання Тохарською A іменника käṣṣi «учитель»:
| Відмінок                | Суфікс                  | Однина        | Множина       |
| ----------------------- | ----------------------- | ------------- | ------------- |
| Номінатив               | Номінатив               | käṣṣi IAST    | käṣṣiñ IAST   |
| Родовий                 | Родовий                 | käṣṣiyāp IAST | käṣṣiśśi IAST |
| Загальноопосередкований | Загальноопосередкований | käṣṣiṃ IAST   | käṣṣis IAST   |
| Орудний                 |                         |               |               |
| käṣṣinyo IAST           | käṣṣisyo IAST           |               |               |
| Перлатив                |                         |               |               |
| käṣṣinā IAST            | käṣṣisā IAST            |               |               |
| Комітатив               |                         |               |               |
| käṣṣinaśśäl IAST        | käṣṣisaśśäl IAST        |               |               |
| Аллатив                 |                         |               |               |
| käṣṣinac IAST           | käṣṣisac IAST           |               |               |
| Аблатив                 | -äṣ IAST                | käṣṣinäṣ IAST | käṣṣisäṣ IAST |
| Місцевий (Локатив)      | -aṃ IAST                | käṣṣinaṃ IAST | käṣṣisaṃ IAST |

### Таблиця прикладів відмінювання в тохарській А
| Відмінок                | Тох. A одн.  | Tox. A мн. | Tox. Б одн. | Tox. Б мн. |
| ----------------------- | ------------ | ---------- | ----------- | ---------- |
| Не-особи                |              |            |             |            |
| Називний                | Yuk «кінь»   | Yukañ      | Yakwe       | Yakwi      |
| Родовий                 | Yukes        | Yukaśśi    | * Yäkwentse | * Yäkweṃts |
| Загальноопосередкований | Yuk          | Yukas      | Yakwe       | Yakweṃ     |
| Особи                   |              |            |             |            |
| Називний                | Onk «людина» | Onkañ      | Enkwe       | * Enkwi    |
| Родовий                 | Onkis        | Onkaśśi    | Enkwentse   | * Enkweṃts |
| Загальноопосередкований | Onkaṃ        | Onkas      | Enkweṃ      | Enkweṃ     |

Примітки: Форми, позначені зірочкою, не засвідчені прямо, а реконструйовані за допомогою порівняльно-історичного методу.

## Лексика
Походження багатьох слів не з'ясоване, як то часто трапляється зі словами мертвих мов, від яких залишилося не надто багато текстів у порівнянні з класичними мовами або ж санскритом.
Ось декілька прикладів:
- Тохарська A kukäl, Тохарська Б kokale (колеса): дав.-гр. κύκλος, санскр. cakráh
- Б mit (mêl): укр. мед, санскр. mádhu (пор. також «Medd» валлійською мовою, міцний напій з меду)
- A і Б tu (ти): лат. Tū, санскр. Tvám, давньорус. «т'i» йому. du, вірм. du
- Цифри (A і Б): 1 sas, se, 2 wu, wi; 3 tre,trai; 4 śtwar, śtwer; 5 päñ, piś; 6 säk, skas; 7 spät, sukt; 8 okät, okt; 9 ñu, 10 śäk, śak, 100 känt, kante.

| Українська | Тохарська A | Тохарська Б | грецька  | хеттська |
| ---------- | ----------- | ----------- | -------- | -------- |
| Полум'я    | Pur         | Powar       | Pyr      | Pahhur   |
| Батько     | Pacar       | Pacer       | Patēr    |          |
| Мати       | Macar       | Macer       | Mētēr    |          |
| Брат       | Pracar      | Procer      | Phrātēr  |          |
| Дочка      | Ckacar      | Tkacer      | Thygatēr |          |
| Собака     | Ku          | Ku          | Kýōn     |          |
| Земля      | Tkam        | Kem         | Chthōn   | Tekan    |

## Писемність
Тохарські тексти, що збереглися, були написані на пальмових листках, дерев'яних табличках або на китайському папері.
Тохарська писемність походить від північноіндійської писемності брахмі. Дешифрована німецьким мовознавцям Зігом та Зіглінгом завдяки великій кількості паралельних текстів на санскриті.
Проте невелика кількість текстів була написана так званим маніхейським письмом, якими записувалися священні тексти прихильників маніхейства.

## Походження
Припускають, що тохарські мови доволі рано відкололися від інших індоєвропейських мов, оскільки вони мають мало спільних рис зі східними індоєвропейськими мовами індоіранської гілки (протилежну точку зору обґрунтовував Володимир Георгієв), зате мають схожість із західними індоєвропейськими мовами (особливо з кельтськими та германськими).
На думку Т. В. Гамкрелідзе та В. Вс. Іванова, до тохарських мов була близькою мова гутіїв. Проте самі Гутії не залишили після себе текстів, окрім власних назв, тому ця гіпотеза не може вважатися апробованою. Цікаві деякі ізоглоси тохарських мов з хетто-лувійськими, наприклад — збіг дзвінких і глухих в одній серії проривних.

## Вивчення тохарських мов
Уже згадані німецькі мовознавці Зіг та Зіглінг у 1921 році видали зібрання тохарських А текстів, а 1931 року разом з В. Шульце опублікували опис граматики тохарської А. У 1949 та 1953 ці дослідники видали також зібрання текстів тохарською Б. У 80-ті роки минулого століття тексти тохарською Б з коментарями були видані В. Томасом. Німецький мовознавець В. Краузе підготував у 1952 році першу частину граматики тохарської Б. У 1959 році вийшов збірник «Тохарські мови» за редакцією В. В. Іванова. У 1960 році вийшла коротка граматика обох мов В. Краузе і Томаса. У 1970-ті роки з'явилося тритомне видання порівняльної морфології та лексики А. Й. ван Віндекенса. У 1976 році вийшов етимологічний словник Віндекенса. А в 1988 році — порівняльна граматика Дугласа Адамса. У 1995 році з'явилася історична фонетика С. А. Бурлака.
Свій внесок в дослідження цих мов зробили також Антуан Мейє, С. Леві, Ж. Філліоз, В. Кувреру, Гольґер Педерсен, Дж. Лейн, Вернер Вінтер, Джуліано Бонфанте та інші.